# Réunionrall
Réunionrall (Dryolimnas augusti) är en utdöd art i familjen rallar som förekom på ön La Réunion, känd från benlämningar hittade 1996. Troligen dog den ut i slutet på 1600-talet.